# Vidensøkonomi
 Denne artikel bør gennemlæses af en person med fagkendskab for at sikre den faglige korrekthed.

Vidensøkonomi er et begreb, der henviser enten til en økonomi af viden koncentreret om produktion og håndtering af viden inden for rammen af økonomiske begrænsninger, eller til en vidensbaseret økonomi. I den anden betydning, der oftere er anvendt, henvises der til brugen af vidensteknologier (såsom viden, teknik og forvaltning af viden) til at producere økonomiske fordele.
Anvendelsen af viden — som manifesterer sig i iværksætteri og innovation, forskning og udvikling, og software- og produktdesign - er en af nøglekilderne til vækst i den globale økonomi. Lande kan udnytte videnrevolutionen ved at bygge videre på deres styrker og omhyggeligt planlægge adækvate investeringer i menneskelig kapital, effektive institutioner, relevante kommunikationsteknologier, og innovative og konkurrencedygtige virksomheder. Lande som Finland, Korea, Irland, Malaysia, Singapore, Chile og for nylig Kina og Indien illustrerer de hurtige fremskridt, der kan gøres. Verdensbankens Knowledge for Development Program (K4D) hjælper med at opbygge kapaciteten i klientlande for at give dem adgang til og anvende viden til at blive mere konkurrencedygtige, og forbedre vækst og velfærd.
I Knowledge Economy Index for 2008 lå Danmark i top med andre nordiske lande. 
Verdensbankens K4D program er kritiseret for at at fremme bankens neoliberale dagsorden.  Programmet stoppede i 2012, men er videreført som The Global Knowledge Index (GKI) af Knowledge4All. I GKI for 2023 rangerer Danmark som nr. 6.
Kilder:
1. ↑  World Bank Institute (2008), Measuring Knowledge in the World's Economies - Knowledge Assessment Methodology and Knowledge Economy Index (PDF), Washington, DC: World Bank, s. 3, arkiveret fra originalen den 20. maj 2022, hentet 2024-08-10{{citation}}:  CS1-vedligeholdelse: BOT: original-url status ukendt (link)
2. ↑  (Tabel 2)
3. ↑  Das, Surma (2011), The World Bank and the Knowledge for Development (K4D) Initiative: A Post-Structuralist Investigation of the World Bank’s Attempts to Govern Global Development Knowledge, Edmonton, Alberta: Thesis, hentet 2024-08-10
4. ↑  Global Knowledge Index ranking 2023, hentet 2024-08-10

| Økonomi | Spire Denne artikel om økonomi er en spire som bør udbygges. Du er velkommen til at hjælpe Wikipedia ved at udvide den. |